# 圣地亚哥·阿尔达马
圣地亚哥·阿尔达马（西班牙語：Santiago Aldama，1968年12月7日—），西班牙男子篮球运动员。他曾代表西班牙国家队参加1992年夏季奥林匹克运动会篮球比赛，获得第九名。